# Mutlangen
Mutlangen település Németországban, azon belül Baden-Württembergben. Lakosainak száma 6845 fő (2023. december 31.).

## Népesség
A település népessége az elmúlt években az alábbi módon változott:
| Lakosok száma | 2362 | 3021 | 4073 | 4981 | 4839 | 5525 | 5821 | 6437 | 6549 | 6845 |
|               | 1961 | 1967 | 1974 | 1980 | 1987 | 1993 | 2000 | 2006 | 2013 | 2023 |